# Calycera spinulosa
Calycera spinulosa är en calyceraväxtart som beskrevs av John Gillies och John Miers. Calycera spinulosa ingår i släktet Calycera och familjen calyceraväxter. Inga underarter finns listade i Catalogue of Life.